# Pohronský Ruskov
Pohronský Ruskov es un municipio del distrito de Levice en la región de Nitra, Eslovaquia, con una población estimada a final del año 2024 de 1170 habitantes.
Se encuentra ubicado al este de la región, cerca de los ríos Ipoly y Hron (ambos, afluentes izquierdos del Danubio) y de la frontera con la región de Banská Bystrica.

## Demografía
| Año        | 1994 | 2004    | 2014    | 2024    |
| ---------- | ---- | ------- | ------- | ------- |
| Población  | 1384 | 1258    | 1286    | 1170    |
| Diferencia |      | −9,10 % | +2,22 % | −9,02 % |

| Año        | 2023 | 2024    |
| ---------- | ---- | ------- |
| Población  | 1185 | 1170    |
| Diferencia |      | −1,26 % |